# Bernd Truschinski
Bernd Truschinski (13 de abril de 1949-23 de enero de 2008) fue un deportista alemán que compitió para la RFA. Ganó una medalla de bronce en el Campeonato Mundial de Remo de 1974, en la prueba de cuatro sin timonel.

## Palmarés internacional
| Campeonato Mundial | Campeonato Mundial | Campeonato Mundial | Campeonato Mundial |
| Año                | Lugar              | Medalla            | Prueba             |
| ------------------ | ------------------ | ------------------ | ------------------ |
| 1974               | Lucerna (Suiza)    | Medalla de bronce  | Cuatro sin timonel |